# Piero Frescobaldi

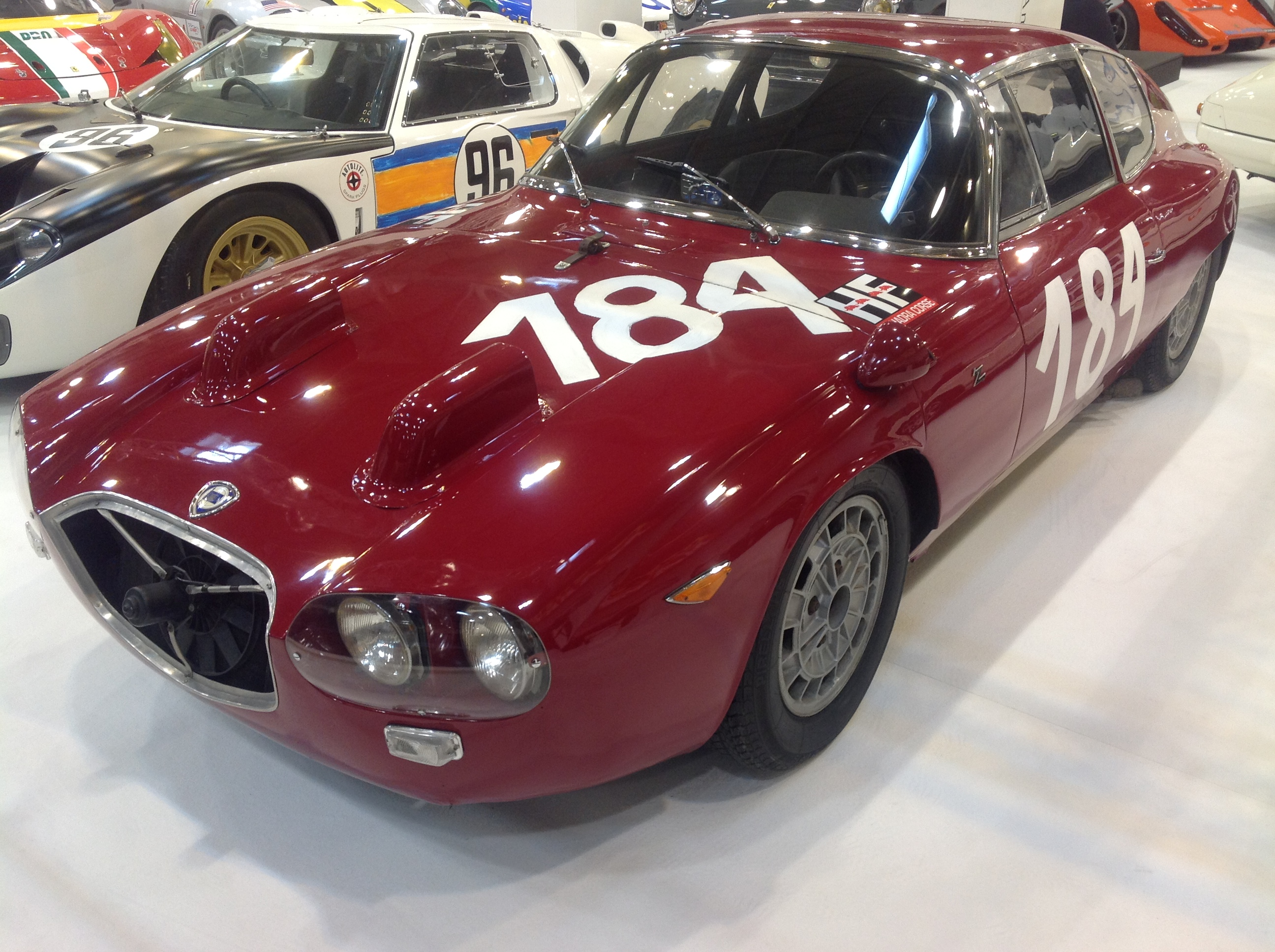
Auf einem Lancia Flavia Sport Zagato verunglückte Piero Frescobaldi beim 24-Stunden-Rennen von Spa-Francorchamps 1964 tödlich

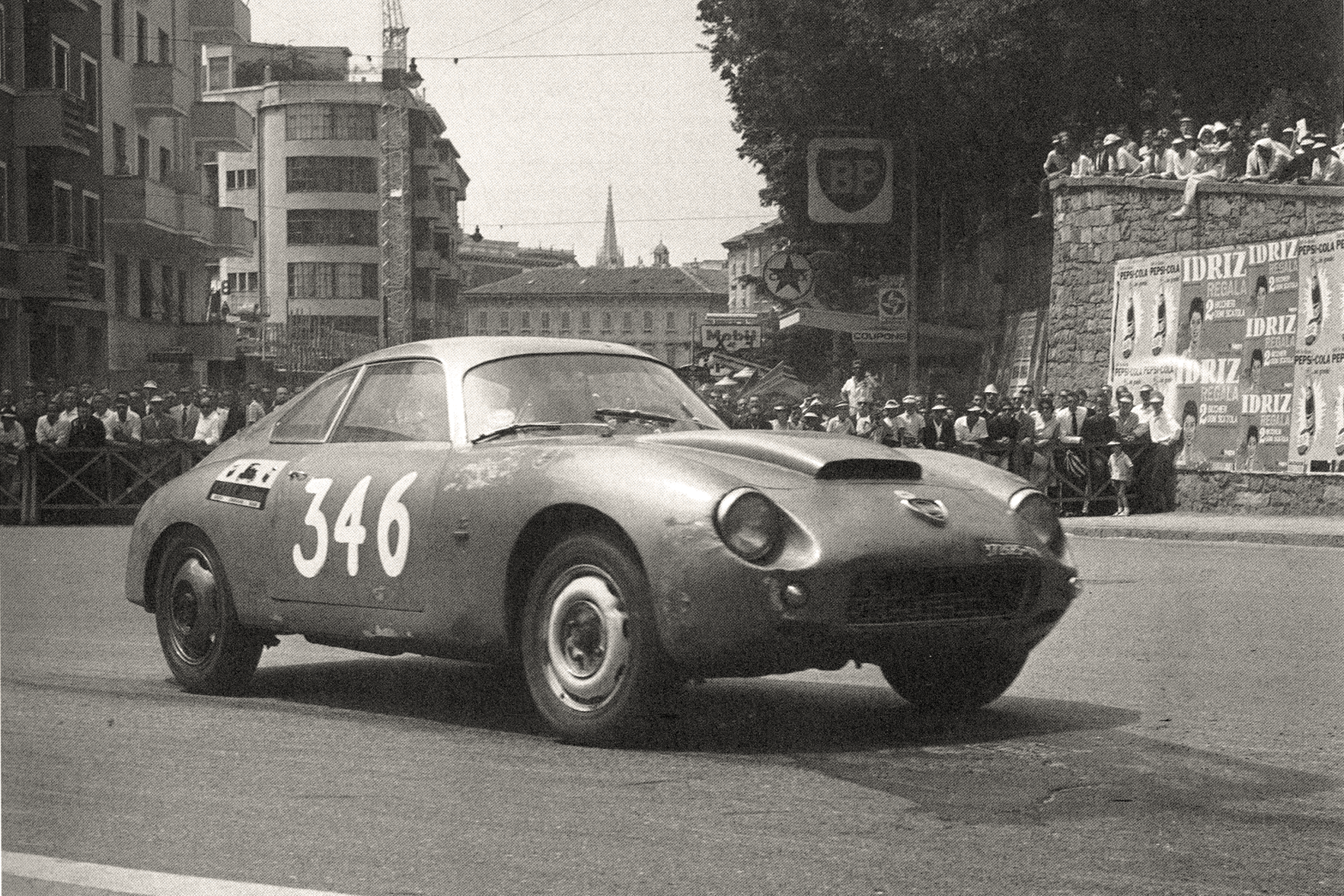
Piero Frescobaldi im Lancia Flaminia Sport beim Bergrennen von Triest nach Opicina 1962

Piero Frescobaldi (* 12. August 1935 in Florenz; † 25. Juli 1964 auf der Rennstrecke von Spa-Francorchamps) war ein italienischer Rallye- und Rundstreckenrennfahrer.

## Karriere
Piero Frescobaldi wurde als Fünfter von sieben Söhnen einer wohlhabenden toskanischen Weinhändlerfamilie geboren. Heute führt einer der Brüder, Vittorio de’ Frescobaldi, das Familienunternehmen.
Mitte der 1950er-Jahre begann Piero Frescobaldi mit dem Motorsport. Zuerst bestritt er Motorradrennen, Ende der 1950er-Jahre wechselte er auf vier Räder und bestritt nationale Rallyes und Sportwagenrennen. Erste Erfolge stellten sich ein. 1958 siegte er auf einem Alfa Romeo Giulietta SV bei der Rallye Sestriere, dem Giro delle Calabrie und dem Pontedecimo-Giovi-Bergrennen jeweils in seiner Klasse. In Sestriere erreichte er 1959 mit einem Fiat-Abarth 750 Zagato sogar den Gesamtsieg. 1959 fuhr er auch erstmals Monoposto-Rennen. Er beteiligte sich an der italienischen Formel-Junior-Meisterschaft und wurde am Ende des Jahres 13. in der Gesamtwertung. 1960 hatte er seinen ersten internationalen Auftritt, als er beim 1000-km-Rennen auf dem Nürburgring an den Start ging. Auf einem Ferrari 250GT SWB wurde er gemeinsam mit Carlo Peroglio 23. in der Gesamtwertung und Dritter in der Klasse für GT-Fahrzeuge über 3-Liter-Hubraum.
1961 bestritt er in Italien weiterhin Rallyes und hatte mit einem privat eingesetzten Lancia Appia Sport Zagato zahlreiche Erfolge, so dass er Ende des Jahres Werksfahrer bei Lancia wurde. Bei einigen dieser Rennen war der spätere Teamchef der Lancia-Rallyemannschaft und der Scuderia Ferrari, Cesare Fiorio, sein Copilot. Im selben Jahr gab er sein Debüt beim 24-Stunden-Rennen von Le Mans. Für die Scuderia Serenissima fuhr er einen Fiat-Abarth 700S, schied nach 124 gefahrenen Runden aber mit einem Aufhängungsschaden aus.
1962 wurde das wichtigste und erfolgreichste Jahr in seiner Karriere. Er siegte bei der Rallye dei Fiori, der Vorgängerveranstaltung der Rallye San Remo und bei einer Vielzahl an Rallyes und Bergrennen in Italien. Auf der Rundstrecke holte er sich Ende des Jahres die Gesamtwertung der 2,5-Liter-Klasse der italienischen GT-Meisterschaft. Bei der Targa Florio wurde er Achter in der Gesamtwertung.
Piero Frescobaldi blieb bis 1964 Werksfahrer bei Lancia, konnte weitere Erfolge bei nationalen und internationalen Rallyes feiern und verunglückte im Juli 1964 beim 24-Stunden-Rennen von Spa-Francorchamps tödlich. In der Nacht – knapp nach 22 Uhr – verlor er im Streckenabschnitt Malmedy die Herrschaft über seinen Lancia Flavia Sport Zagato. Der Wagen überschlug sich mehrmals, und Frescobaldi starb noch an der Unfallstelle.
Abseits der Rennpisten war er Präsident der Scuderia Clemente Biondetti.

## Statistik

### Le-Mans-Ergebnisse
| Jahr | Team                           | Fahrzeug         | Teamkollege        | Platzierung | Ausfallgrund     |
| ---- | ------------------------------ | ---------------- | ------------------ | ----------- | ---------------- |
| 1961 | Scuderia Serenissima           | Fiat-Abarth 700S | Raffaele Cammarota | Ausfall     | Aufhängung       |
| 1963 | Société des Automobiles Alpine | Alpine M63       | René Richard       | Ausfall     | Kupplungsschaden |

### Sebring-Ergebnisse
| Jahr | Team         | Fahrzeug                   | Teamkollege        | Platzierung | Ausfallgrund |
| ---- | ------------ | -------------------------- | ------------------ | ----------- | ------------ |
| 1963 | Abarth Corse | Abarth-Simca 1300 Bialbero | Giampiero Biscaldi | Ausfall     | Motorschaden |

### Einzelergebnisse in der Sportwagen-Weltmeisterschaft
| Saison | Team                            | Rennwagen                                             | 1   | 2   | 3   | 4   | 5   | 6   | 7   | 8   | 9   | 10  | 11  | 12  | 13  | 14  | 15  | 16  | 17  | 18  | 19  | 20  | 21  | 22  |
| ------ | ------------------------------- | ----------------------------------------------------- | --- | --- | --- | --- | --- | --- | --- | --- | --- | --- | --- | --- | --- | --- | --- | --- | --- | --- | --- | --- | --- | --- |
| 1958   |                                 | Alfa Romeo Giulietta Sprint Veloce                    | BUA | SEB | TAR | NÜR | LEM | RTT |     |     |     |     |     |     |     |     |     |     |     |     |     |     |     |     |
| 1958   |                                 | Alfa Romeo Giulietta Sprint Veloce                    | DNF |     |     |     |     |     |     |     |     |     |     |     |     |     |     |     |     |     |     |     |     |     |
| 1960   | Scuderia Serenissima            | Ferrari 250 GT                                        | BUA | SEB | TAR | NÜR | LEM |     |     |     |     |     |     |     |     |     |     |     |     |     |     |     |     |     |
| 1960   | Scuderia Serenissima            | Ferrari 250 GT                                        | 23  |     |     |     |     |     |     |     |     |     |     |     |     |     |     |     |     |     |     |     |     |     |
| 1961   | Scuderia Serenissima Jolly Club | Fiat-Abarth 700 Lancia Appia Zagato                   | SEB | TAR | NÜR | LEM | PES |     |     |     |     |     |     |     |     |     |     |     |     |     |     |     |     |     |
| 1961   | Scuderia Serenissima Jolly Club | Fiat-Abarth 700 Lancia Appia Zagato                   |     |     |     | DNF | 23  |     |     |     |     |     |     |     |     |     |     |     |     |     |     |     |     |     |
| 1962   |                                 | Lancia Aurelia                                        | DAY | SEB | SEB | MAI | TAR | BER | NÜR | LEM | TAV | CCA | RTT | NÜR | BRI | BRI | PAR |     |     |     |     |     |     |     |
| 1962   |                                 | Lancia Aurelia                                        |     | 8   |     |     |     |     |     |     |     |     |     |     |     |     |     |     |     |     |     |     |     |     |
| 1963   | Abarth Alpine                   | Abarth-Simca 1300 Bialbero Alfa Romeo 2600 Alpine M63 | DAY | SEB | SEB | TAR | SPA | MAI | NÜR | CON | ROS | LEM | MON | WIS | TAV | FRE | CCE | RTT | OVI | NÜR | MON | MON | TDF | BRI |
| 1963   | Abarth Alpine                   | Abarth-Simca 1300 Bialbero Alfa Romeo 2600 Alpine M63 |     |     | DNF |     |     |     |     | 16  |     | DNF |     |     |     |     |     |     |     |     |     |     |     |     |
| 1964   | Scuderia Centro Sud             | ATS 2500 GT Coupé                                     | DAY | SEB | TAR | MON | SPA | CON | NÜR | ROS | LEM | REI | FRE | CCE | RTT | SIM | NÜR | MON | TDF | BRI | BRI | PAR |     |     |
| 1964   | Scuderia Centro Sud             | ATS 2500 GT Coupé                                     | DNF |     |     |     |     |     |     |     |     |     |     |     |     |     |     |     |     |     |     |     |     |     |